# Tunnel de Sozina
Le tunnel de Sozina est un tunnel routier du sud du Monténégro, situé entre les villes de Podgorica et de Bar. Le tunnel est construit sur l’Autoroute A1 et la route européenne E65.

## Description
Le tunnel de Sozina est situé au nord de la ville de Sutomore et fut construit afin de traverser la chaîne de montagne Petrovačka Gora. Cette dernière sépare la côte adriatique de la plaine de la Zeta et du bassin du lac Skadar, plus au nord.
Le tunnel est long de 4 189 m est constitue le tunnel routier le plus récent du pays. Il n'en est cependant pas le plus long : le tunnel ferroviaire du même nom mesure lui 6 km. Le tunnel routier fut inauguré le 13 juillet 2005, jour de la fête nationale monténégrine. Son coût s'est élevé à un total de 70 millions d'euros. Depuis le 15 juillet 2005, un péage régule les entrées. 
Le tunnel de Sozina est un élément structurant majeur pour le Monténégro, puisqu'il réduit la distance entre la capitale et la côte à 25 km environ. Il faut désormais une demi-heure de trajet pour relier Podgorica à la ville côtière de Bar.